# Manatí (Manatí)

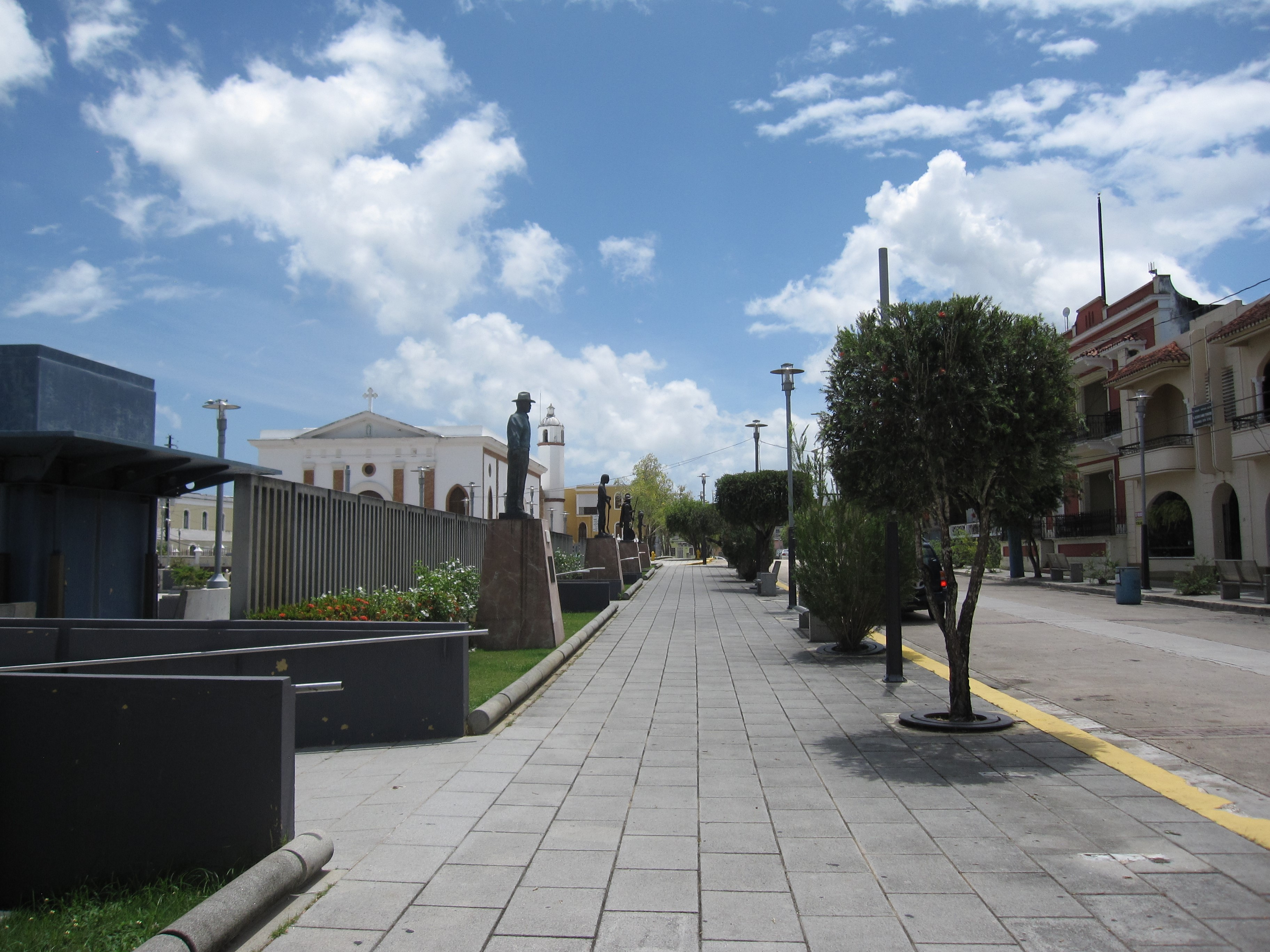
Plaza central en el pueblo de Manatí

Manatí es un barrio-pueblo ubicado en el municipio de Manatí en el estado libre asociado de Puerto Rico. En el Censo de 2010 tenía una población de 5746 habitantes y una densidad poblacional de 2.884,97 personas por km².

## Geografía
Manatí se encuentra ubicado en las coordenadas 18°25′54″N 66°29′11″O / 18.43167, -66.48639. Según la Oficina del Censo de los Estados Unidos, Manatí tiene una superficie total de 1,99 km², que corresponden a tierra firme.

## Demografía
Según el censo de 2010, había 5746 personas residiendo en Manatí. La densidad de población era de 2.884,97 hab./km². De los 5746 habitantes, Manatí estaba compuesto por el 79,15% blancos, el 9,19% eran afroamericanos, el 0,68% eran amerindios, el 0,12% eran asiáticos, el 8,46% eran de otras razas y el 2,4% pertenecían a dos o más razas. Del total de la población el 99,25% eran hispanos o latinos de cualquier raza.